# Cracovia Maraton

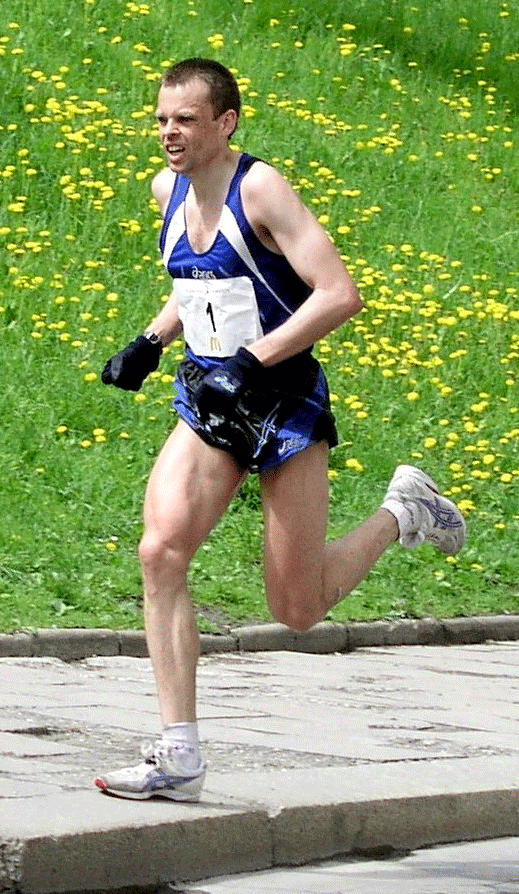
Piotr Gładki 7 maja 2005 podczas IV Cracovia Maraton

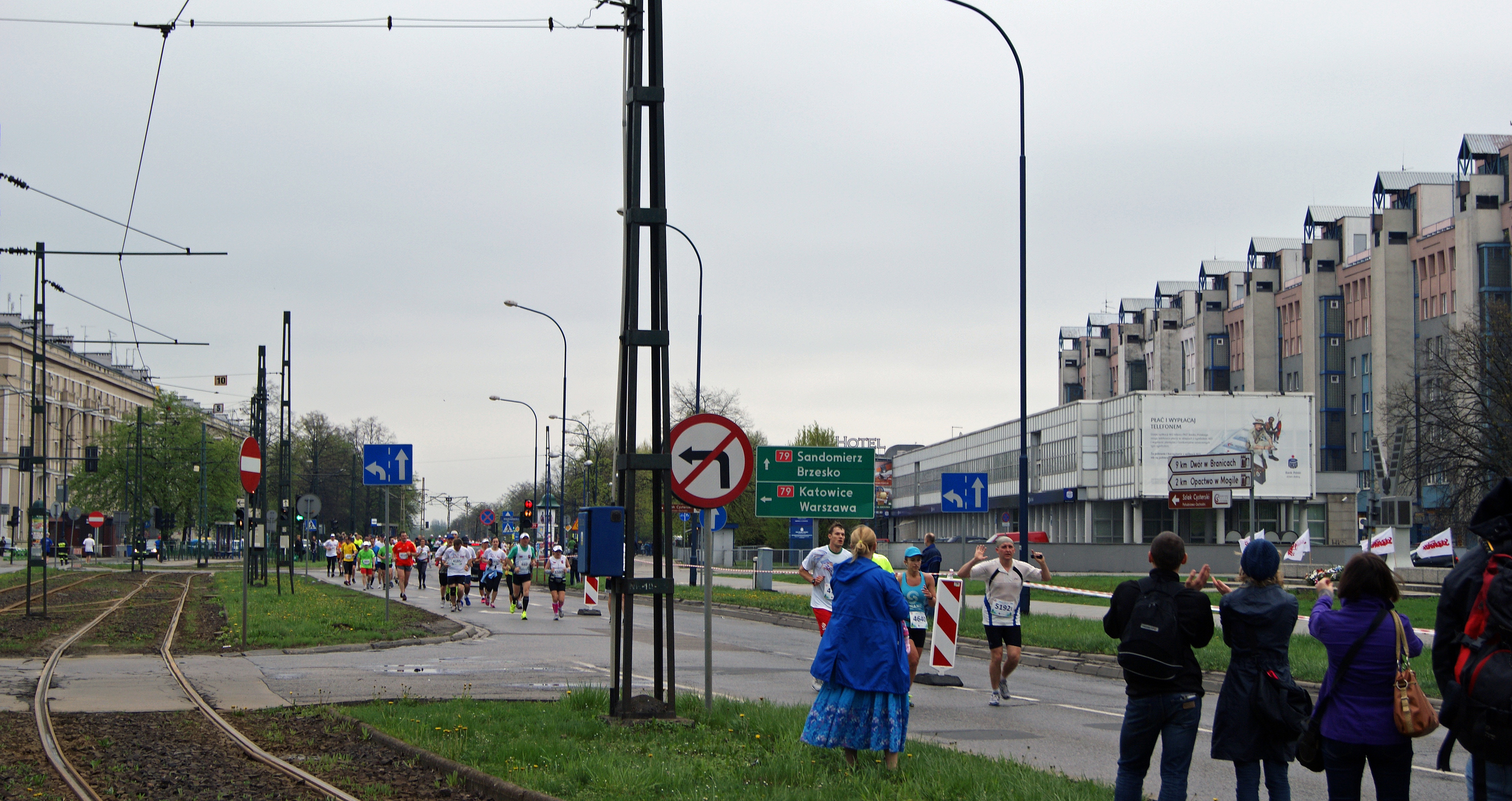
12. Cracovia Maraton 2013.
Plac Centralny w Nowej Hucie.
Maratończycy pokonują 28. kilometr.

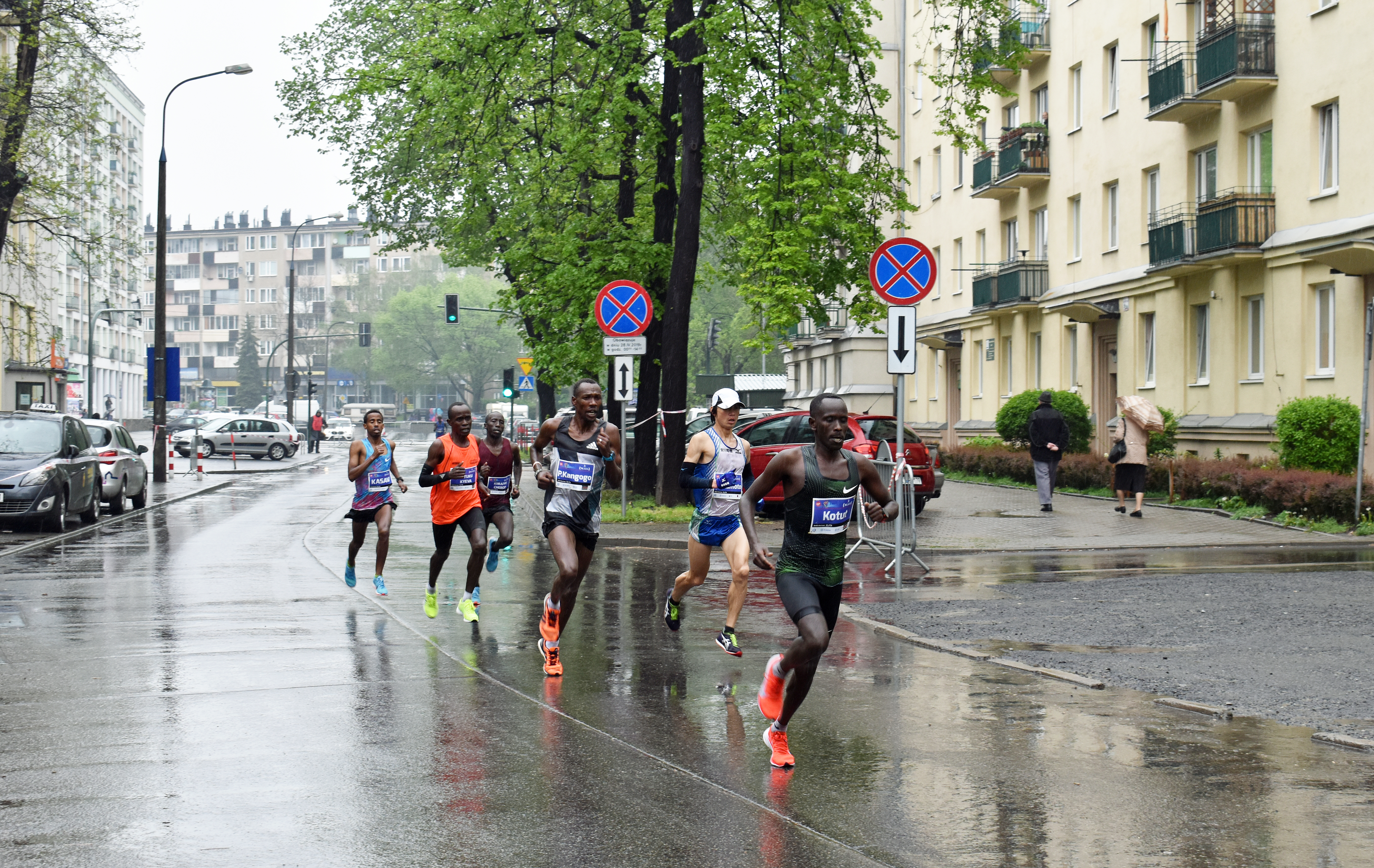
18. PZU Cracovia Maraton 2019.
Zawodnicy na ul. Mierzwy w Nowej Hucie, na 28. kilometrze biegu.
Od prawej: Kenijczyk Cyprian Kotut (zwycięzca), Japończyk Kentarō Nakamoto (2. miejsce), Kenijczyk Philip Cheruiyot Kangogo (3. miejsce).

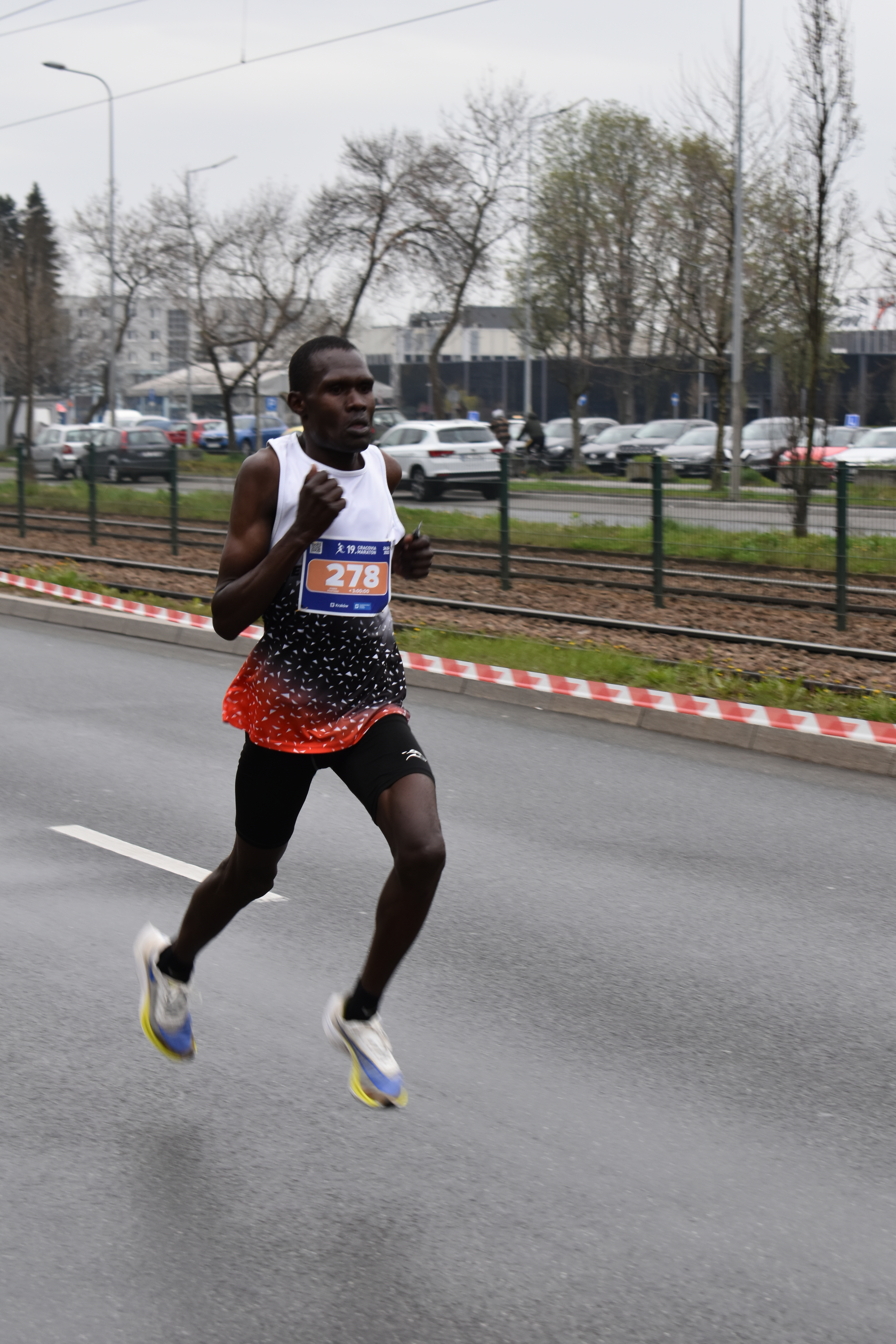
19. PZU Cracovia Maraton 2022,
zwycięzca David Kiprono Metto (Kenia) na 30. kilometrze trasy

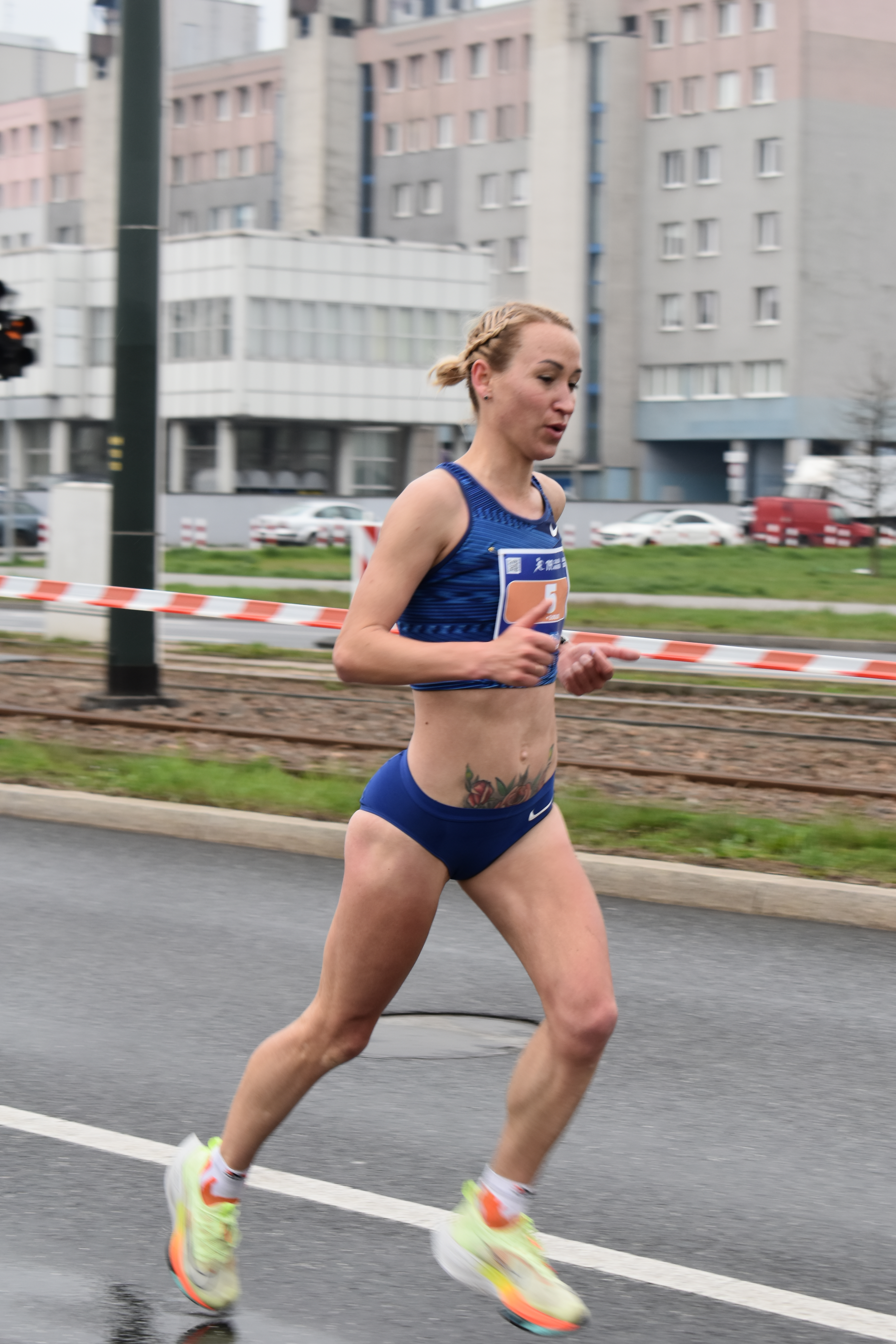
19. PZU Cracovia Maraton 2022,
zwyciężczyni Lilia Fisikovici (Mołdawia) na 30. kilometrze trasy

Cracovia Maraton to od 2002 roku coroczny maraton, który wraz z towarzyszącymi innymi imprezami sportowymi (np. Mistrzostwami Świata parlamentarzystów w biegu maratońskim, „Mini Maratonem”) odbywał się początkowo w pierwszej dekadzie maja, a obecnie organizowany jest w ostatnim tygodniu kwietnia w Krakowie. Jest częścią Korony Maratonów Polskich. Trasa maratonu, którego hasłem jest z historią w tle, przebiega przez najciekawsze miejsca w mieście. Od Cracovia Maraton IV trasa biegnie również przez Nową Hutę, co wpłynęło pozytywnie na odbiór imprezy przez zawodników. Od edycji Cracovia Maraton V zrezygnowano z organizacji półmaratonu, natomiast zainaugurowano Minimaraton im. Piotra Gładkiego (zmarłego tragicznie zwycięzcy CM z roku 2005) na dystansie 4200 m. Od VI edycji Cracovia Maraton organizowany jest w niedzielę. Głównym organizatorem imprezy jest Miasto Kraków.
Patronem sportowym Cracovia Maraton jest obecnie Robert Korzeniowski.
Od 2016 roku Cracovia Maraton wchodzi razem z Półmaratonem Królewskim oraz Biegiem Trzech Kopców w skład Królewskiej Triady Biegowej.

## Zwycięzcy i frekwencja
| Edycja   | Data             | Zawodnicy                                  | Zawodnicy                                  | Zwycięzca                                  | Czas                                       | Zwyciężczyni                               | Czas                                       |
| Edycja   | Data             | sklasyfikowani                             | startowało                                 | Zwycięzca                                  | Czas                                       | Zwyciężczyni                               | Czas                                       |
| -------- | ---------------- | ------------------------------------------ | ------------------------------------------ | ------------------------------------------ | ------------------------------------------ | ------------------------------------------ | ------------------------------------------ |
| CM I     | 11 maja 2002     | 715                                        | ok. 900                                    | Thomas Magut                               | 2:19:00                                    | Mirela Zięcina                             | 3:02:15                                    |
| CM II    | 10 maja 2003     | 740                                        |                                            | Azzedin Sakhriem                           | 2:17.59                                    | Norah Maraga                               | 2:50:09                                    |
| CM III   | 8 maja 2004      | 742                                        |                                            | Henry Kapkyai                              | 2:16:51                                    | Zahia Damahni                              | 2:42:15                                    |
| CM IV    | 7 maja 2005      | 921                                        | ok. 1600                                   | Piotr Gładki                               | 2:19:30                                    | Janina Malska                              | 2:43:20                                    |
| CM V     | 6 maja 2006      | 1024                                       | ok. 1300                                   | Mathew Kosgei                              | 2:17:16                                    | Jelena Mazowka                             | 2:43:53                                    |
| CM VI    | 6 maja 2007      | 1217                                       | ok. 1500                                   | Mathew Kosgei                              | 2:18:16                                    | Kataryna Stecenko                          | 2:39:08                                    |
| CM VII   | 4 maja 2008      | 1354                                       | ok. 2100                                   | Andrej Hardziejeŭ                          | 2:13:41                                    | Olga Kotowska                              | 2:39:46                                    |
| CM VIII  | 26 kwietnia 2009 | 1797                                       | ok. 2600                                   | Julius Kipkorir Kilimo                     | 2:11:26                                    | Anastazja Padalinskaja                     | 2:36:29                                    |
| CM IX    | 25 kwietnia 2010 | 2420                                       | 3096                                       | Abebe Dagane                               | 2:16:13                                    | Tarekegn Etaferahu                         | 2:37:22                                    |
| CM X     | 17 kwietnia 2011 | 3197                                       | ok. 4200                                   | Cosmas Kyeva                               | 2:12:20                                    | Tatiana Gamera-Shmyrko                     | 2:28:14                                    |
| CM XI    | 22 kwietnia 2012 | 3014                                       | ok. 3200                                   | Peter Wanjiru                              | 2:12:11                                    | Luciah Kimani                              | 2:36:50                                    |
| CM XII   | 28 kwietnia 2013 | 4419                                       | ok. 4500                                   | Patryk Niawgero                            | 2:19:08                                    | Emilia Źielińska                           | 3:03:15                                    |
| CM XIII  | 18 maja 2014     | 5378                                       | 5524                                       | Edwin Kirui                                | 2:15:17                                    | Elizabeth Chemweno                         | 2:38:06                                    |
| CM XIV   | 19 kwietnia 2015 | 4578                                       | 5094                                       | Taras Salo                                 | 2:17:03                                    | Helle Kimutai                              | 2:43:04                                    |
| CM XV    | 15 maja 2016     | 5552                                       | 5690                                       | Cosmas Kyeva                               | 2:11:58                                    | Gladys Chemweno                            | 2:30:30                                    |
| CM XVI   | 30 kwietnia 2017 | 5614                                       | 5744                                       | Cosmas Kyeva                               | 2:12:52                                    | Stellah Jepngetich Barsosio                | 2:33:01                                    |
| CM XVII  | 22 kwietnia 2018 | 5630                                       | 5848                                       | Birhanu Bekele                             | 2:11:34                                    | Lilia Fisikovici                           | 2:31:27                                    |
| CM XVIII | 28 kwietnia 2019 | 5183                                       | 5302                                       | Cyprian Kimurgor Kotut                     | 2:09:18                                    | Wiktoria Chapilina                         | 2:28:03                                    |
| -        | 2020             | Zawody odwołane z powodu pandemii COVID-19 | Zawody odwołane z powodu pandemii COVID-19 | Zawody odwołane z powodu pandemii COVID-19 | Zawody odwołane z powodu pandemii COVID-19 | Zawody odwołane z powodu pandemii COVID-19 | Zawody odwołane z powodu pandemii COVID-19 |
| -        | 2021             | Zawody odwołane z powodu pandemii COVID-19 | Zawody odwołane z powodu pandemii COVID-19 | Zawody odwołane z powodu pandemii COVID-19 | Zawody odwołane z powodu pandemii COVID-19 | Zawody odwołane z powodu pandemii COVID-19 | Zawody odwołane z powodu pandemii COVID-19 |
| CM XIX   | 24 kwietnia 2022 | 2951                                       | 3021                                       | David Kiprono Metto                        | 2:14:07                                    | Lilia Fisikovici                           | 2:40:35                                    |
| CM XX    | 23 kwietnia 2023 | 5032                                       | 5194                                       | Lani Rutto                                 | 2:17:05                                    | Lina Kiriluk                               | 2:42:25                                    |